# Peroxocarbonaat
In de escheikunde is peroxocarbonaat (soms peroxycarbonate of percarbonaat) een  divalent anion met de formule {\displaystyle {\ce {CO4^{2-}}}}. Het is een Koolstof-zuurstof-anion, slechts opgebouwd uit koolstof en zuurstof. Het is het anion van het hypothetische zuur peroxokoolzuur, {\displaystyle {\ce {HO-O-CO-OH}}}. Zouten met dit anion worden percarbonaten genoemd
Het peroxocarbonaat-anion wordt, samen met peroxodicarbonaat {\displaystyle {\ce {C2O6^{2-}}}} gevormd aan de anode gedurende de elektrolyse van gesmolten lithiumcarbonaat. Lithiumpercarbonaat kan ook gemaakt worden door lithiumhydroxide en koolstofdioxide met elkaar te laten reageren in geconcentreerd waterstofperoxide bij −10 °C.
{\displaystyle {\ce {2LiOH\ +\ CO2\ +\ H2O2\ ->[{\ce {-10^{o}C}}][{\ce {gec.H2O2}}]\ Li2CO4\ +\ 2H2O}}}
Electrolyse van een oplossing van lithiumcarbonaat bij -30° tot -40 °C geeft een oplossing van lithiumpercarbonaat. Deze oplossing reageert instantaan met een kaliumjodide-oplossing onder vorming van jood. Het is nog niet gelukt (2004) lithiumpercarbonaat langs deze weg als kristallijne stof te isoleren.
Het peroxocarbonaat anion wordt opgevoerd als intermediair om het katalytische effect van {\displaystyle {\ce {CO2}}} te verklaren in de oxidatie van organische verbindingen door zuurstof.
Het kalium- en rubidium-zout van het monovalente waterstofperoxocarbonaat- anion {\displaystyle {\ce {HO-O-CO-O^{-}}}} zijn wel beschreven.